# Deep blue, la pel·lícula del Planeta Blau
Deep blue, la pel·lícula del Planeta Blau (títol original en anglès Deep Blue) és una pel·lícula documental de la natura del 2003 que és una versió ciematogràfica de la sèrie de documentals de natura de BBC de 2001 The Blue Planet. Alastair Fothergill i Andy Byatt estan acreditats com a directors, i sis directors de fotografia també estan acreditats. La pel·lícula es va estrenar al Festival Internacional de Cinema de Sant Sebastià el 20 de setembre de 2003. Es va projectar a més de 20 territoris del 2003 al 2005 i va recaptar més de $30 milions a la taquilla. Ha estat doblada al català.

## Producció
Deep Blue és una versió cinematogràfica de la sèrie documental de natura de BBC del 2001 The Blue Planet. BBC Worldwide i l'alemanya Greenlight Media van coproduir la pel·lícula. Alastair Fothergill i Andy Byatt estan acreditats com a directors, i també es van acreditar sis directors de fotografia: Doug Allan, Mike deGruy, Peter Scoones, Simon King, Rick Rosenthal i Bob Cranston. La idea de Deep Blue es va desenvolupar a partir de quan es va tallar una versió més curta de The Blue Planet per a The Proms el 2002 i per a la qual George Fenton va compondre una partitura. Quan BBC Worldwide es va associar amb Greenlight Media i aquest últim va ajudar a recaptar diners per a la pel·lícula, els cineastes van revisar més de 70.000 hores d'imatges en brut de The Blue Planet. En última instància, una quarta part de Deep Blue consistia en imatges no mostrades a The Blue Planet. El productor Sophokles Tasioulis va dir: "No hi ha cap tall a la pel·lícula que sigui el mateix que la sèrie de televisió". La pel·lícula conté només 15 línies narratives. Els cineastes van contractar a Fenton per compondre la partitura de la pel·lícula, que va ser interpretada per l'Orquestra Filharmònica de Berlín en el seu debut cinematogràfic. També es van gravar veus en off per a diferents països. La producció de la versió cinematogràfica va costar 2,8 milions de £, mentre que el màrqueting i la distribució van costar 1 milió de £ addicionals.

## Llançament
El metratge de Deep Blue es va projectar per primera vegada al Cannes Film Market el 18 de maig de 2003. Es va estrenar al Festival Internacional de Cinema de Sant Sebastià 2003 a Espanya el 20 de setembre de 2003. Variety va informar: "El món 'Deep Blue' es va presentar a Sant Sebastià per aplaudir dissabte."
Deep Blue va ser el primer llançament a les sales de BBC Worldwide. Sense incloure els Estats Units, Deep Blue es va distribuir en cinemes a més de 20 territoris i va recaptar 30 milions de dòlars a taquilla. La pel·lícula "va funcionar bé" als cinemes d'Europa. A Alemanya, es va convertir en el documental més taquillera fins ara. Al Japó, va batre rècords a taquilla. El documental es va estrenar en DVD abans de Nadal de 2004. Es van vendre més de 480.000 unitats al Regne Unit, França, Alemanya i Suïssa. Al Japó, va vendre més de 110.000 còpies el primer dia i es va convertir en el primer documental a ocupar el primer lloc a les llistes de DVD del Japó.
Miramax Films va adquirir els drets el desembre de 2003 per distribuir Deep Blue a Amèrica del Nord. Variety va anomenar l'adquisició "una rara oportunitat per a la distribució en pel·lícules de no ficció". Va donar a la pel·lícula una estrena limitada el juny de 2005. Deep Blue es va projectar a cinc sales durant 12 setmanes i va recaptar 132.261 dòlars.

## Recepció crítica
El lloc web de ressenyes de pel·lícules Metacritic va informar que entre una mostra de 17 crítics dels Estats Units, 11 van donar a Deep Blue una crítica positiva i 6 li van donar una crítica mixta. El lloc web va donar a la pel·lícula una puntuació global de 71 sobre 100. Laura Kern de The New York Times va anomenar Deep Blue una reedició de The Blue Planet, "Un muntatge més visual i menys informatiu dels munts de metratge rodat per a l'espectacle, és alternativament al·lucinant i adormidor". Kern va elogiar les imatges de criatures del mar profund com "tan exòtiques que serien l'enveja de qualsevol pel·lícula de ciència-ficció". El crític va concloure: "L'experiència de 'Deep Blue' no és gaire aclaridora. Al final, es pot obtenir una mica de coneixement, o es poden reflexionar sobre les preocupacions ambientals a les quals només es fa al·lusió breu, però principalment el que queden són imatges boniques que s'esvaeixen en l’oblit."